# Paróquia São Pedro (Gramado)
A Paróquia São Pedro, também conhecida como Igreja Matriz de São Pedro, Igreja Matriz de Gramado ou simplesmente Igreja São Pedro, é uma igreja de orientação católica, pertencente à Diocese de Novo Hamburgo, localizada no centro da cidade de Gramado, no Estado do Rio Grande do Sul, e um dos pontos turísticos da cidade.

## História
Construída em um período de oito anos, a capela que se tornaria a Igreja Matriz São Pedro foi erguida originalmente em madeira, no ano de 1917, e em pedras basálticas, vinte e seis anos mais tarde. Os seus vitrais marcam as passagens da vida do apóstolo Pedro ao lado de Jesus Cristo.
A sua torre tem 46 metros de altura.

## Galeria de imagens

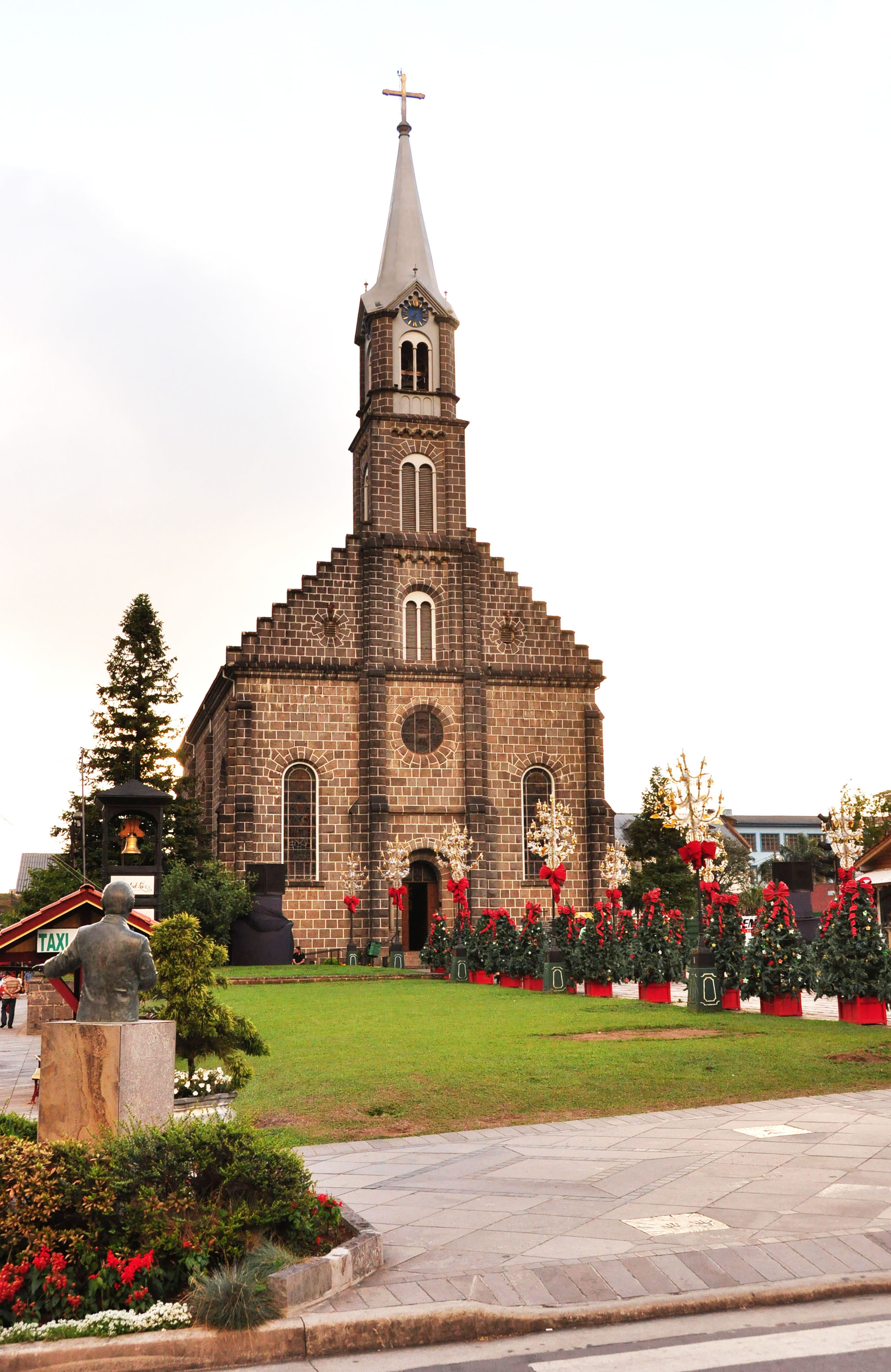
A Igreja em dezembro de 2010, durante as efemérides do Natal Luz.

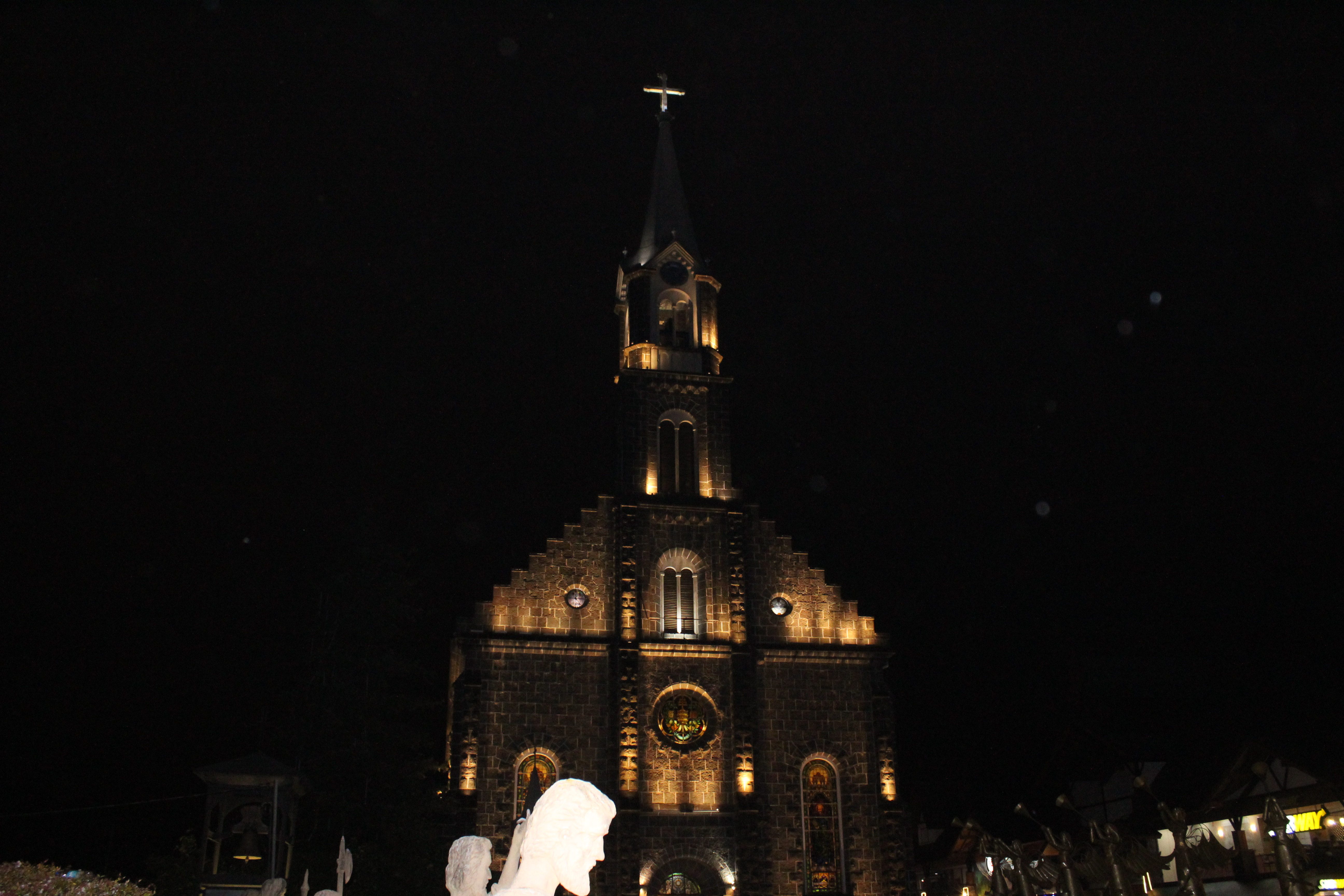
A Igreja à noite em 2022
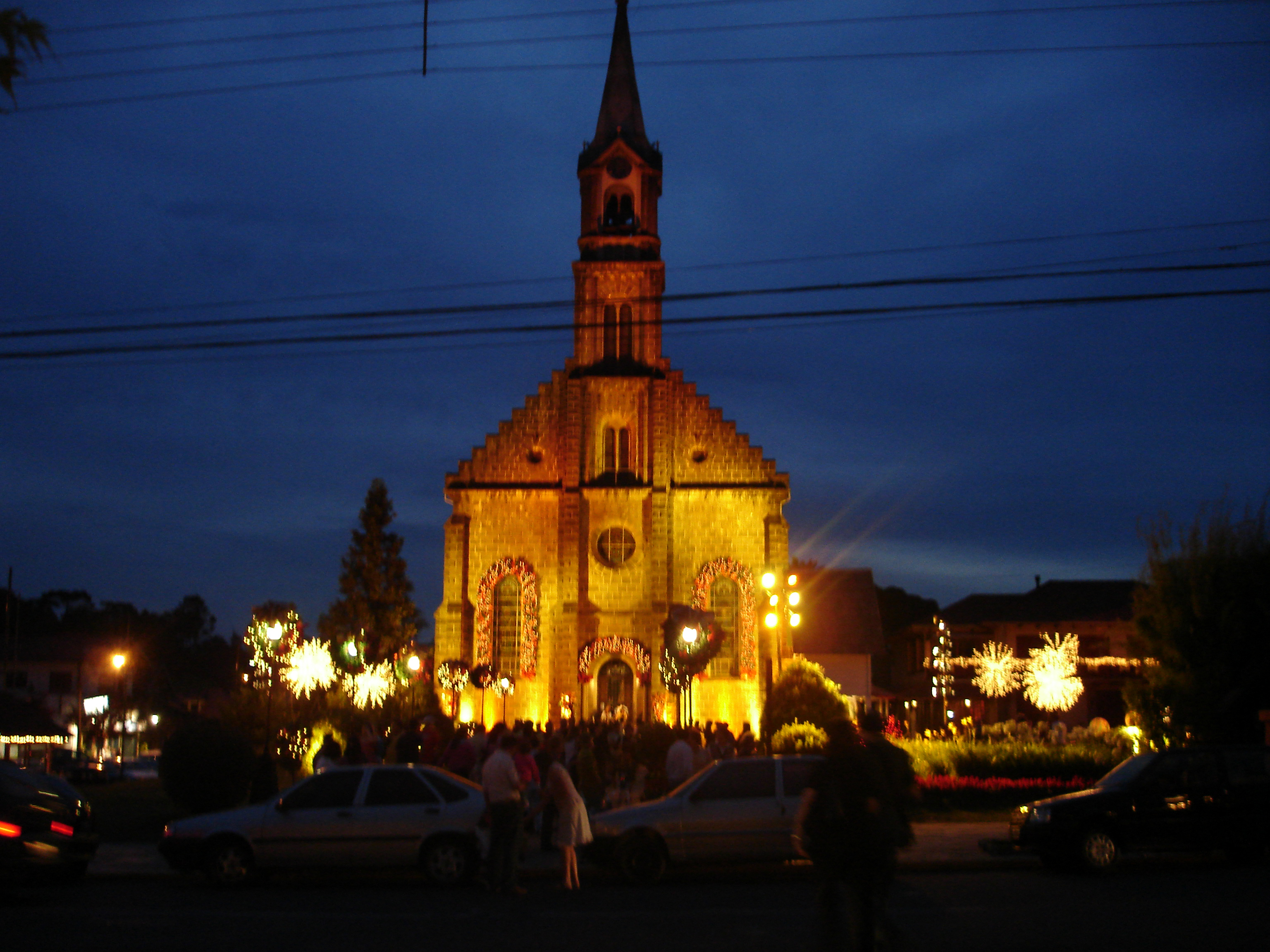
A Igreja à noite em dezembro de 2005
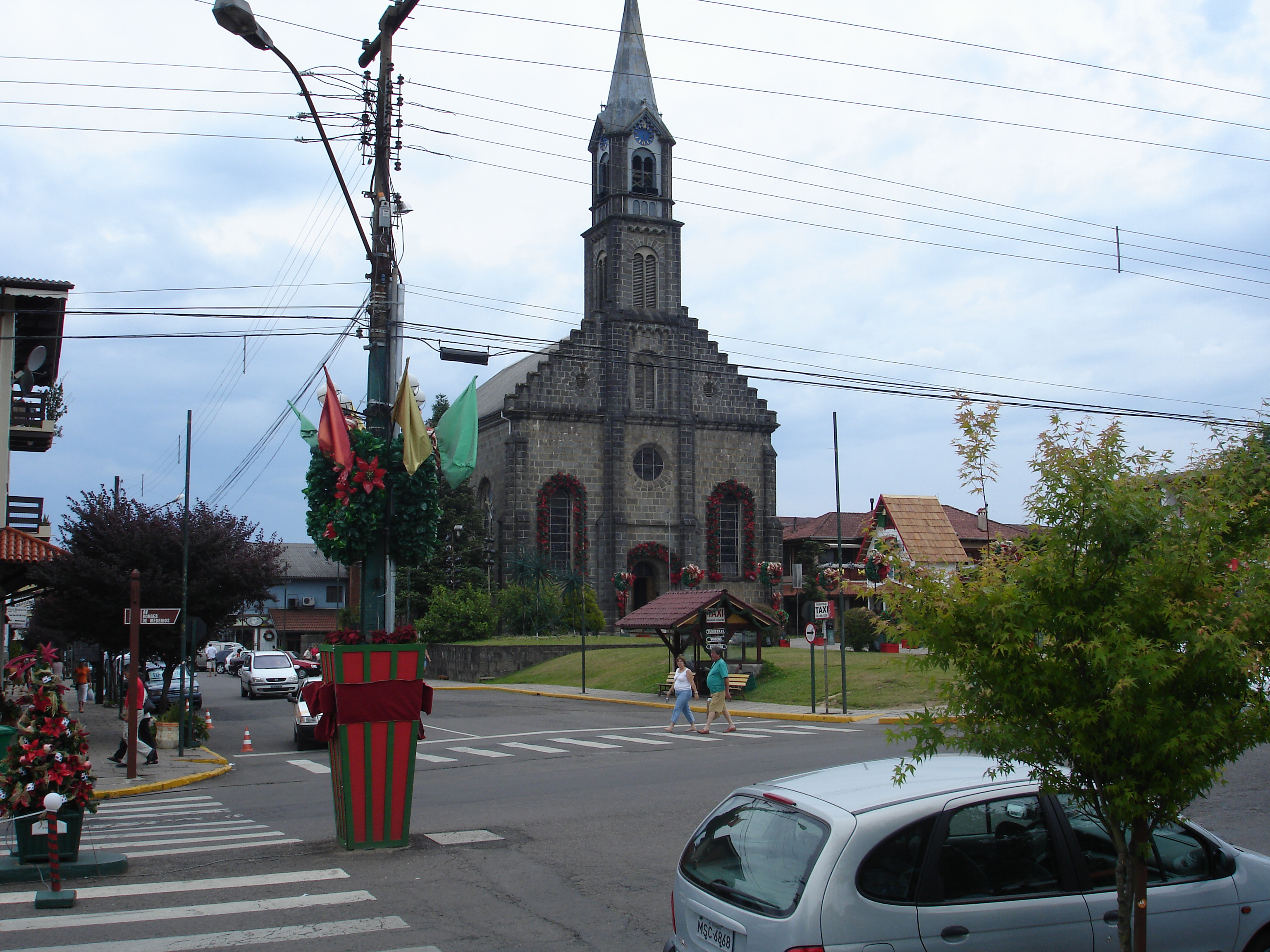
A Igreja de dia em dezembro de 2005
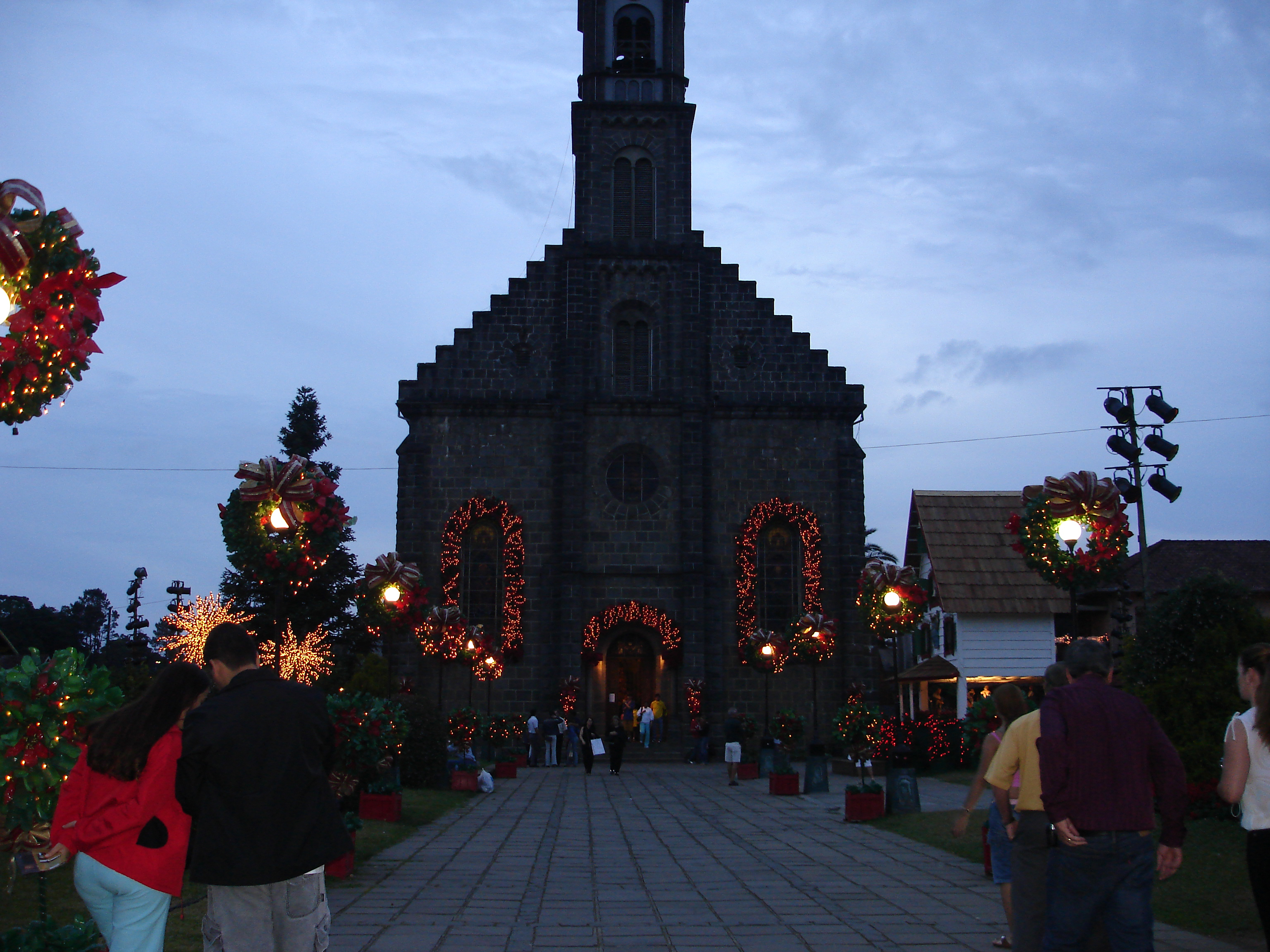
A Igreja no natal de 2005
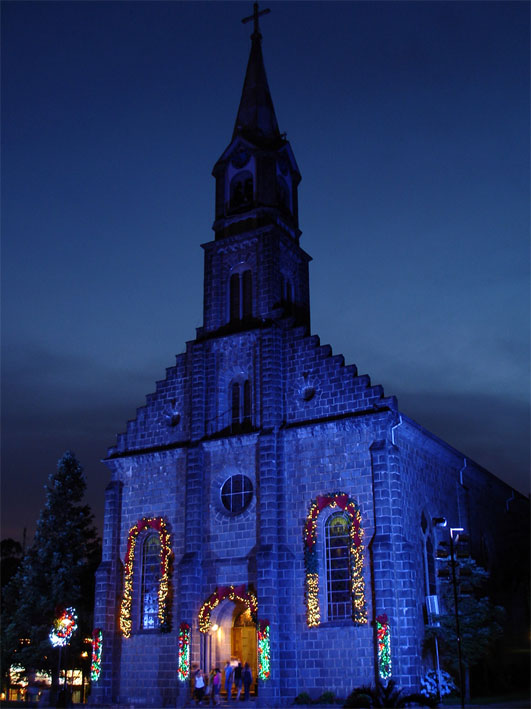
A Igreja Matriz São Pedro à noite
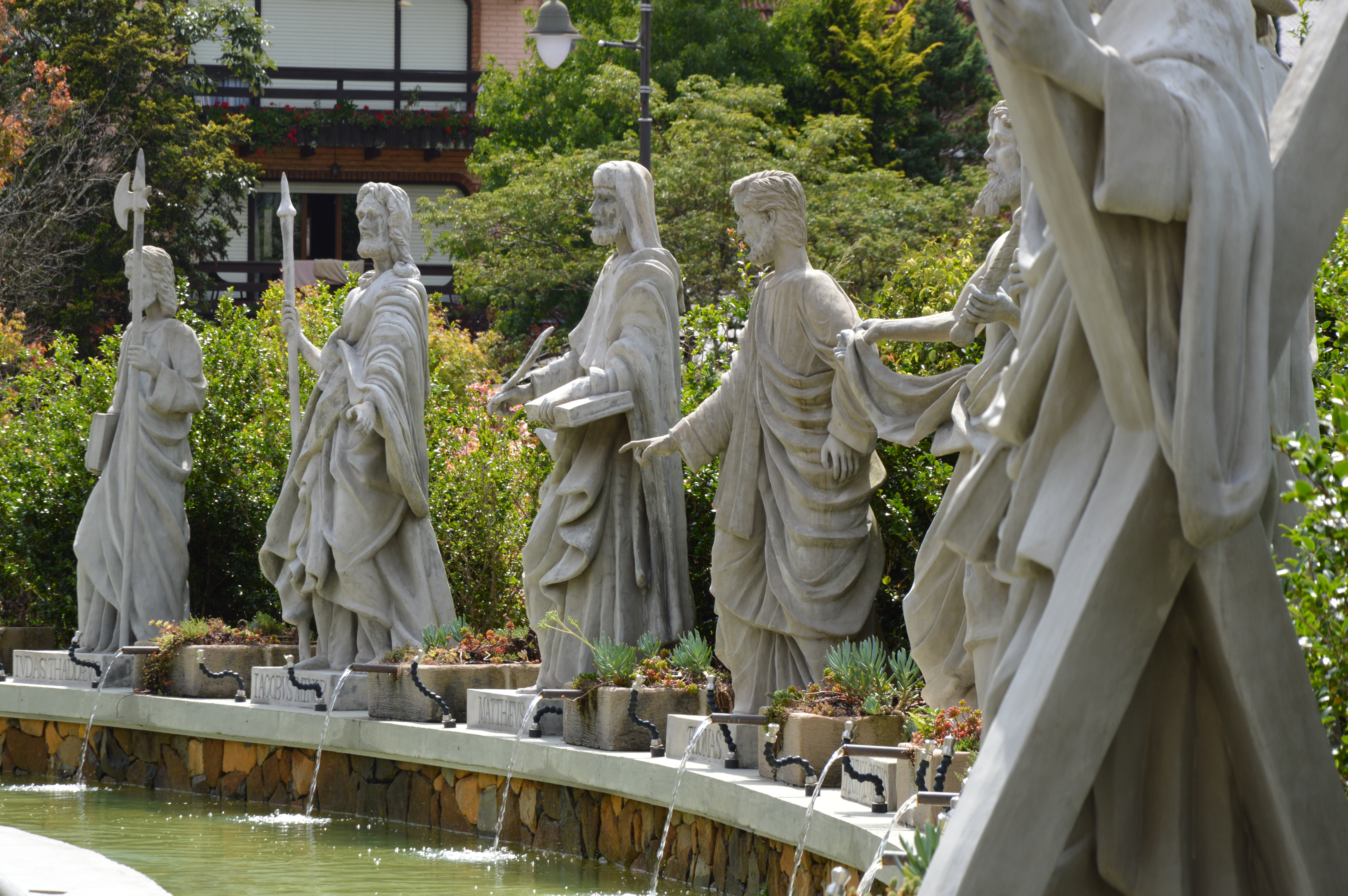
Monumentos aos apóstolos, no pátio frontal da igreja.
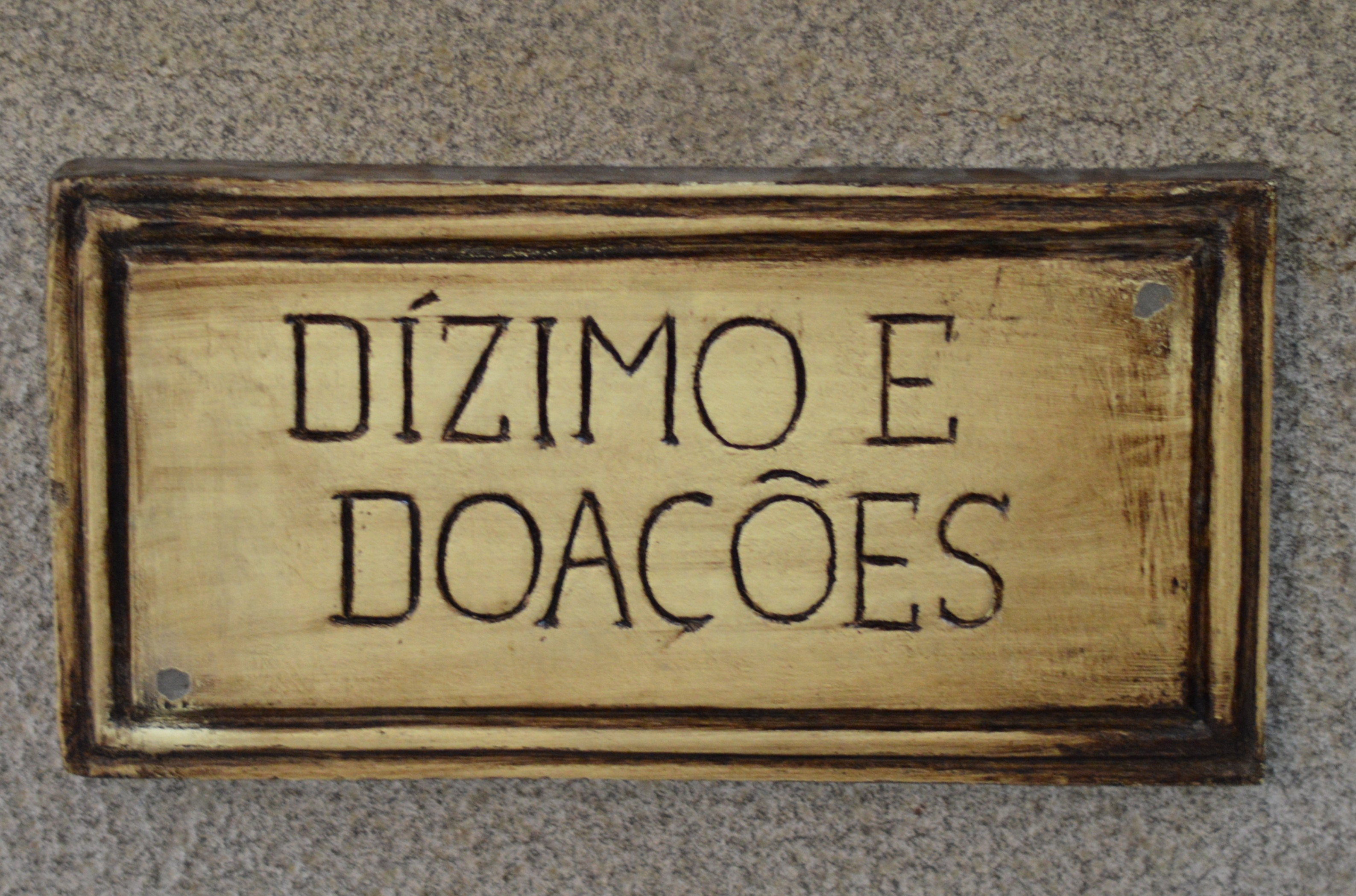
Pedido de dízimos e doações no interior da igreja
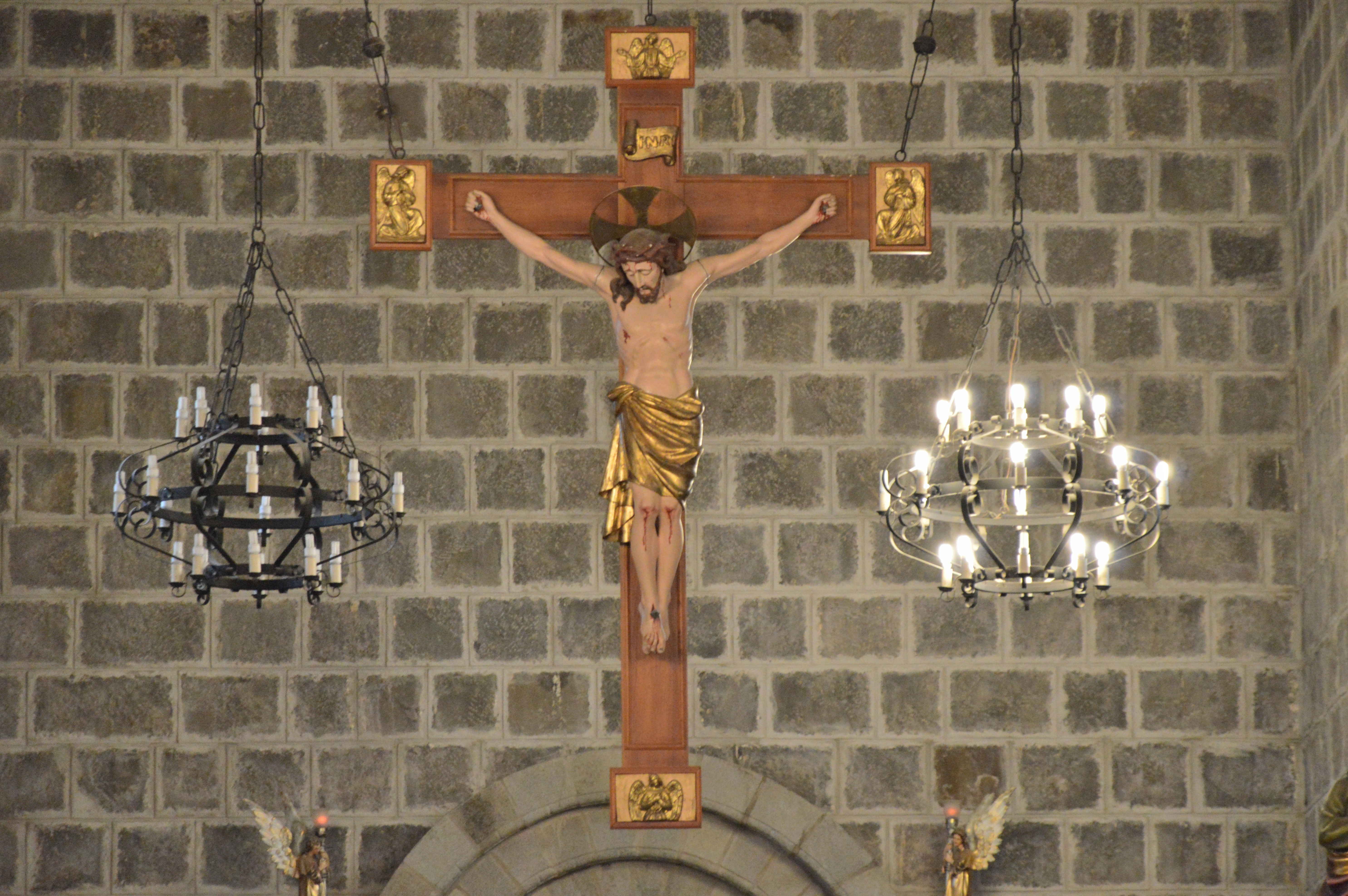
Detalhe do altar da igreja